# Ruehan van Jaarsveld
Pour les articles homonymes, voir Van Jaarsveld.

a Compétitions nationales et continentales officielles uniquement.

Dernière mise à jour le 25 septembre 2021.
Ruehan van Jaarsveld, parfois orthographié Ruahan van Jaarsveld, né le 4 mars 1985 à Springs, est un joueur sud-africain de rugby à XV qui évolue au poste de deuxième ligne.

## Biographie
Ruehan van Jaarsveld joue ses premières compétitions de rugby en catégorie moins de 20 et 21 ans dans la ville de Brakpan, ancien siège des Falcons, avec les équipes de jeunes de ce club,. Il prend part à sa première Vodacom Cup en 2007 avec les Pumas, avec qui il participe à l'ABSA Currie Cup la même année,. Après un retour chez les Falcons en 2008 pour les deux compétitions, et un passage chez les Leopards,, il rejoint les Natal Sharks pour l'édition 2009 de la Vodacom Cup, avant de jouer la Currie Cup 2009 au sein de l'effectif des Mighty Elephants,.
Alors qu'on lui propose de jouer le Super 14 avec les Lions, il débute en 2010 sa carrière européenne dans le championnat italien, successivement dans les clubs du Venise Mestre, la SS Lazio et finalement au sein de Viadana avec lesquels il dispute les demi-finales.
Il rejoint en mars 2014 l'US Dax en Pro D2 en tant que joker médical,. Non conservé au terme de son contrat court, il reste en France et signe en Fédérale 1 avec le RC Hyères Carqueiranne La Crau.
Après une saison, il rejoint le RC Vannes, toujours en Fédérale 1. Il participe à l'accession du club en Pro D2, et retrouve ainsi le championnat de Pro D2 pour la saison 2016-2017. Il est par la suite prolongé en 2017 pour deux saisons supplémentaires.
Néanmoins, lors de l'intersaison 2018, il n'est pas conservé puis figure dans la liste de Provale des joueurs au chômage. Il signe ainsi avec le RC Vichy, pensionnaire de Fédérale 2, jusqu'à la saison 2020-2021.

## Palmarès
- Championnat d'Italie de rugby à XV :
  - Demi-finaliste : 2013[4].